# Plethodon vehiculum
Plethodon vehiculum — вид хвостатих амфібій родини безлегеневих саламандр (Plethodontidae).

## Поширення
Вид поширений на західному схилі Каскадних гір в західній частині штату Орегон і заході штату Вашингтон в США і на південному заході Британської Колумбії та на острові Ванкувер в Канаді. Трапляється в помірних лісах та серед скель.